# だだだ
「だだだ」は、グループ魂の7thシングル。2011年2月2日にリリースされた。

## 概要
- NNSアニメ「べるぜバブ」オープニングテーマ。

## 収録曲
（全作詞:宮藤官九郎、作曲:富澤タク）
1. だだだ
2. 幼稚 & DESTORY
3. 大江戸コール & レスポンス (from 2010.5.17 渋谷C.C. Lemon ホール)